# Шувалов Петро Андрійович
Шувалов Петро Андрійович (15 [27] червня 1827, Санкт-Петербург — 10 [22] березня 1889, там же) — генерал-ад'ютант (17 травня 1871), генерал від кавалерії, член Державної Ради, генерал-губернатор Прибалтики (1864—1866), шеф жандармів і начальник Третього відділення (1866—1874), надзвичайний і повноважний посол у Великій Британії (1874—1879), а потім представник Росії на Берлінському конгресі.
Виховувався в Пажеському корпусі, після закінчення якого камер-пажем був проведений 10 серпня 1845 року в корнети і почав свою військову службу в лейб-гвардії Кінному полку. У наступному році він був уже підвищений до поручика, в 1851 році — до штаб-ротмістра, а в грудні 1852 року — ротмістра. У Кримській війні (1853—1856) був у складі військ, які охороняли південне узбережжя Балтійського моря, в якості командира 5-го ескадрону лейб-гвардії Кінного полку.
У серпні 1854 року, призначений ад'ютантом військового міністра, Шувалов приїхав в Санкт-Петербург і незабаром був відряджений до Києва і в деякі інші міста, щоб прискорити виступ в похід резервів.

Брав участь в відбитті штурму Севастополя 27 серпня 1855.
На початку 1857 року виїздив до Парижу разом з князем А. Ф. Орловим, призначеним представником Росії для укладення мирного трактату. В лютому 1857 року був призначений виконуючим обов'язки Санкт-Петербурзького обер-поліцмейстера. З цього часу власне і починається його вплив на внутрішню політику Росії. У грудні того ж року він був підвищений до звання генерал-майора та затверджений в займаній ним посаді обер-поліцмейстера.
В листопаді 1860 був призначений директором департаменту загальних справ міністерства Внутрішніх Справ і, крім того, членом комісії по губернським і повітовим установам. Приєднався до партії затятих супротивників скасування кріпосного права, на чолі якої стояли його батько, кн. В. В. Долгорукий і кн. О. С. Меншиков. Після звільнення Ланського і М. О. Мілютіна з міністерства Внутрішніх Справ вплив Шувалова значно посилився, особливо з часу призначення його начальником штабу корпусу жандармів і керуючим III Відділенням Власної Його Імператорської Величності канцелярії. Входив до остзейського комітету з реформи землеволодіння в Остзейскому краї.
В 1864 був підвищений до звання генерал-лейтенанти і призначений виконуючим обов'язки Ліфляндського, Естляндського і Курляндського генерал-губернатора і командувача військами Ризького військового округу.

## 1866—1874
Призначений генерал-ад'ютантом до Й. І. B., а слідом за тим шефом жандармів і головним начальником III-го відділення Власної Й. І. В. канцелярії (1866—1874).

Впливу Шувалова на внутрішню політику протягом семи років надавалося таке значення, що його називали «віце-імператором» і «Петром IV».